# Øsby Sogn
Øsby Sogn er et sogn i Haderslev Domprovsti (Haderslev Stift).
Øsby Sogn hørte til Haderslev Herred i Haderslev Amt. Øsby sognekommune blev ved kommunalreformen i 1970 indlemmet i Haderslev Kommune.

I Øsby Sogn ligger Øsby Kirke og Årø Kirke.
I sognet findes følgende autoriserede stednavne:
- Bolmose Ende (bebyggelse)
- Brændbjerg (bebyggelse)
- Flovt (bebyggelse, ejerlav)
- Flovt Strand (bebyggelse)
- Hajstrup (bebyggelse, ejerlav)
- Hajstrup Mark (bebyggelse)
- Havbakken (bebyggelse)
- Hellighøj (bebyggelse)
- Hyrup (bebyggelse)
- Korsø (areal)
- Kvistrup (bebyggelse, ejerlav)
- Linderum (areal)
- Løkke (bebyggelse)
- Rørhave (bebyggelse)
- Råde (bebyggelse)
- Råde Hoved (areal)
- Råde Mark (bebyggelse)
- Snabe (bebyggelse)
- Sparlund (bebyggelse)
- Stagodde (areal)
- Stevelt (bebyggelse)
- Sverdrup (bebyggelse)
- Tamdrup (bebyggelse)
- Tamdrup Høj (areal)
- Tamdrup Strand (bebyggelse)
- Øsby (bebyggelse, ejerlav)
- Årø (areal, bebyggelse, ejerlav)
- Årøsund (bebyggelse)

## Afstemningsresultat
Folkeafstemningen ved Genforeningen i 1920 gav i Øsby Sogn 1.183 stemmer for Danmark, 111 for Tyskland. Af vælgerne var 314 tilrejst fra Danmark, 76 fra Tyskland. 